# Zenobia

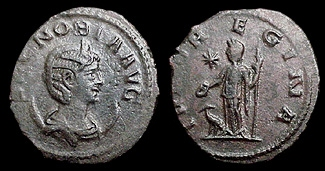
Antoninian der Zenobia als Augusta.

Septimia Zenobia (palmyrenisch spṭymy’ btzby, altgriechisch Σεπτιμία Ζηνοβία; geboren um 240 in Palmyra in Syrien; gestorben 272/73 oder nach 274 in Rom) war von 267/68 bis 272 n. Chr. die Herrscherin Palmyras und des römischen Orients von Kleinasien bis Ägypten. Sie war die zweite Gemahlin des Exarchen der Oasenstadt Palmyra, Septimius Odaenathus. Ihr aramäischer Name lautete Bat-Zabbai.
Nach Odaenathus’ Ermordung (267) dehnte Zenobia das palmyrenische Reich weiter aus, durch Eroberungen unter römischer Herrschaft stehender Länder, wie Arabien und Ägypten. Dies führte zum Konflikt mit dem römischen Kaiser Aurelian, der sie in einem Feldzug 272 n. Chr. besiegte. Aufgrund widersprüchlicher Quellenangaben ist unklar, ob sie auf dem Transport nach Rom starb oder die Reise dorthin überstand und in Italien weiterlebte.
Dass Zenobia Palmyra zu einer für Rom bedrohlichen Größe und wirtschaftlichen Blüte entwickeln konnte, macht sie zu einer der bekanntesten antiken Frauengestalten.

## Leben

### Frühe Jahre
Zenobia war die Tochter eines Antiochos. Ihre Hochzeit mit Odaenathus fand um 255 n. Chr. statt. Von den Kindern, die sie ihrem Gatten gebar, wird von den Primärquellen (Inschriften, Münzen, Papyri) nur ihr Sohn Vaballathus erwähnt, der aber in den literarischen Quellen seltener auftaucht als ihre jüngeren, historisch unbedeutenderen Söhne Herennianus und Timolaos. Außerdem hatte Zenobia laut dem byzantinischen Geschichtsschreiber Johannes Zonaras auch Töchter, über die wenig bekannt ist.
Odaenathus erwies sich für die Zentralgewalt des in einer Krise steckenden Römischen Reichs als wichtige militärische Stütze. Er bekämpfte erfolgreich Usurpatoren und sicherte die Ostgrenze des Imperiums gegen Angriffe der persischen Sassaniden. Er stieg zum corrector totius Orientis auf und war damit de-facto-Stellvertreter des Kaisers und mächtigster Herrscher im römischen Orient. Sein großes palmyrenisches Teilreich war ein nahezu völlig autonomer Bestandteil des römischen Imperiums. Es dehnte sich im Nordwesten über Emesa hinaus aus, im Süden bis etwa Damaskus und Petra, nördlich davon über die syrische Wüste bis zum Euphrat und beherrschte daher die Karawanenwege, die von Palmyra zum Persischen Golf führten, bis Dura Europos am Euphrat. Zu Odaenathus’ Lebzeiten spielte seine Gemahlin Zenobia politisch keine Rolle.
Der genaue Zeitpunkt und Ort sowie die Hintergründe der 267 n. Chr. erfolgten Ermordung des Odaenathus und seines ältesten Sohnes aus erster Ehe, Herodianus (Hairan), sind aufgrund widersprüchlicher Quellenangaben nicht sicher zu ermitteln. Wahrscheinlich wurde er aufgrund eines Streits mit einem zu seinem Clan gehörigen Verwandten umgebracht; auch eine römische Initiative zur Beseitigung des zu mächtig gewordenen palmyrenischen Herrschers wäre möglich. Weniger plausibel ist dagegen die Behauptung der anonymen und unzuverlässigen Historia Augusta, Zenobia sei die Anstifterin der Morde gewesen.

### Herrscherin Palmyras

Das in drei Teile zerfallene Imperium 272 n. Chr. mit dem gallischen Sonderreich (grün) und dem palmyrenischen Teilreich (gelb).

Nach Odaenathus’ Tod übernahm Zenobia die vormundschaftliche Regierung für ihren minderjährigen Sohn Vaballathus. Obwohl die Funktion eines „Lenkers des Orients“ nicht vererbbar war, herrschte sie wie zuvor ihr Gatte über einen beträchtlichen Teil des römischen Orients, vor allem über die Provinz Syria. Aufgrund gravierender innen- und außenpolitischer Probleme in Europa schritt Kaiser Gallienus nicht gegen Zenobias Machtergreifung ein, wenn er auch anscheinend an einer Reduzierung von Palmyras Einfluss sehr interessiert war. Noch 268 wurde er bei einer Offiziersverschwörung ermordet; Claudius Gothicus folgte ihm nach. Die Herrscherin des palmyrenischen Teilreichs ihrerseits erkannte die römischen Kaiser zwar an, ging aber allmählich dazu über, die erwähnte Krise des Römischen Reichs zur Erweiterung ihres Einflussgebiets auszunutzen.
Zenobia war sehr gebildet und beherrschte laut der Historia Augusta außer ihrer Muttersprache Palmyrenisch auch Griechisch, Ägyptisch und Latein. An ihrem Hof war der mittelplatonische Philosoph Longinos als (auch politischer) Berater tätig. Ferner pflegte Zenobia Beziehungen zum als häretisch verurteilten Bischof von Antiochia, Paul von Samosata, der sie zum Judentum bekehrt haben soll, was allerdings unglaubwürdig ist. Möglicherweise hielten sich an ihrem Hof auch die Geschichtsschreiber Kallinikos von Petra, der ihr eine nicht erhaltene, zehn Bücher umfassende Darstellung der Geschichte Alexandrias gewidmet haben soll, und Nikostratos von Trapezunt auf, dessen Geschichtswerk die Kampfhandlungen mit Persien zwischen 244 und ca. 260 schilderte.
Während der frühen Regierungszeit des Claudius Gothicus änderte Zenobia noch nichts am Status quo ihres Verhältnisses zu Rom. So arbeitete etwa die Münzstätte von Antiochia am Orontes normal und prägte Geldstücke, auf denen Claudius Gothicus dargestellt war. Die palmyrenische Monarchin, der die Gründung der beiden benachbarten Festungen Halabiya (damals nach ihr Zenobia benannt) und Zalabiya am Euphrat zugeschrieben wird, begann aber etwa Anfang 270 mit der Unterwerfung des unter römischer Oberhoheit stehenden Arabiens. Ihre Armee verwüstete den römischen Jupiter-Hammon-Tempel von Bosra und drang von dort weiter nach Süden vor. Dies zeigen Brunnenanlagen für Truppenkontingente, die an der Straße von Bosra nach Philadelpheia entdeckt wurden.
Noch im selben Jahr 270, als Claudius Gothicus noch römischer Kaiser war, machten sich palmyrenische Militäreinheiten unter der Führung des Zabdas an die Eroberung Ägyptens, wobei sie auf die Unterstützung des mit ihnen sympathisierenden Ägypters Timagenes bauen konnten. Sie nutzten den Umstand, dass der praefectus Aegypti Tenagino Probus abwesend war, weil er Seeräuber bekämpfte, schlugen ein ägyptisches Heer und besetzten das Nilland. Die Armee Zenobias trat daraufhin wieder den Rückzug an, doch verteidigte nun Timagenes mit einer bedeutenden Streitmacht Ägypten für sie. Der anrückende Tenagino Probus erzielte anfangs militärische Erfolge, wurde dann aber von Timagenes in einen Hinterhalt gelockt und nahm sich wahrscheinlich nach seiner Gefangennahme das Leben. So vermochte Zenobia ihre Herrschaft über Ägypten zu behaupten.
Laut der Historia Augusta behauptete Zenobia angeblich, eine Nachfahrin Kleopatras und damit der Ptolemäer zu sein. Sie führte in Ägypten auch wieder die ptolemäische Währung als Zahlungsmittel ein. Nach mancher modernen Forschermeinung soll sie hingegen auf Inschriften ihre Abstammung vom bedeutenden Seleukidenkönig Antiochos IV. verkündet haben, eine Hypothese, die der Althistoriker Bruno Bleckmann zurückweist.
Außer dem südlichen Vorstoß nach Arabien und Ägypten wurden auch im Norden des palmyrenischen Reichs Eroberungen gemacht, wobei Teile des östlichen Kleinasiens, so etwa Kilikien und die Stadt Tyana, bis hin nach Ankyra Zenobias Machtbereich angeschlossen wurden. Ein etwa 271 erfolgter Vorstoß in das westliche Kleinasien scheiterte allerdings.
Unterdessen war nach dem an der Pest verstorbenen Claudius Gothicus und der anschließenden kurzen Regierungszeit seines Nachfolgers Quintillus noch im Jahr 270 Aurelian auf den römischen Kaiserthron gelangt. Im Folgejahr 271 geprägte Münzen in Antiochia und Alexandria zeigen die Köpfe von Aurelian und Zenobias Sohn Vaballathus. Letzterer trägt auf diesen Geldstücken wie in damaligen Urkunden u. a. die klingenden Titel „König“, „Imperator“ und „General der Römer“, aber noch nicht den Augustus-Titel, was bezeugt, dass Aurelians Oberherrschaft nach wie vor anerkannt wurde.
Aus diesem Umstand folgert Jacqueline F. Long, dass Zenobia gar nicht gegen Rom revoltiert habe und ihr militärisches Vorgehen vielleicht ursprünglich durch Konflikte mit arabischen Stämmen ausgelöst worden sei. Möglicherweise habe sie erwartet, dass die römische Zentralregierung ihr Handeln akzeptieren würde. Bruno Bleckmann nimmt hingegen an, dass Zenobia einstweilen noch vor einem völligen Bruch mit Aurelian zurückgeschreckt sei, aber letztlich die Usurpation der Herrschaft über das gesamte römische Imperium für Vaballathus angestrebt habe. Derselbe Althistoriker lehnt daher Forschermeinungen ab, nach denen Zenobias Ziel für ihren Sohn nur die Regierung eines zwischen Rom und Persien vermittelnden palmyrenischen Zwischenreichs gewesen sei. So habe sie auch nicht, wie öfters postuliert, hellenistische Herrschaftstraditionen fortführen wollen, indem sie etwa eine Schaffung eines römisch-hellenistischen Zwischenreichs nach dem Vorbild jenes von Kleopatra und deren Geliebten, des Triumvirn Marcus Antonius, ins Auge fasste.

### Entmachtung durch Aurelian
Sobald Kaiser Aurelian durch die Aufgabe der nördlich der Donau gelegenen Reichsgebiete, vor allem jener Dakiens, die Donaugrenze nachhaltig gesichert hatte, ging er nicht gegen das Gallische Sonderreich vor, sondern eröffnete Anfang 272 mit insbesondere aus den Kerntruppen der Donauarmee bestehenden Streitkräften einen Feldzug gegen die von ihm offenbar als wesentlich gefährlicher eingestufte Zenobia. Diese ließ spätestens jetzt Vaballathus zum Augustus und sich zur Augusta ausrufen. Mit diesem Titel erscheinen Mutter und Sohn auf Münzen.
Über Aurelians Krieg gegen Zenobia liegt der ausführliche, insgesamt recht zuverlässige Bericht des um 500 n. Chr. schreibenden heidnischen Historikers Zosimos vor, der auf Eunapios von Sardes zurückgehen dürfte. Dass Zosimos’ Quelle die palmyrenischen Verhältnisse gut darstellt, zeigt sich darin, dass ihre Angaben zur Stellung des Feldherrn Zabdas mit jenen der Inschrift auf zwei Statuen übereinstimmen, die Zabdas und der Stadtkommandant Septimius Zabbai für Odaenathus und Zenobia hatten errichten lassen. Daneben gibt auch die Historia Augusta eine detailliertere Darstellung von Aurelians Ostfeldzug wieder, in der sich keine gröberen Widersprüche zur Erzählung des Zosimos, bisweilen aber Einschübe über das angebliche Eingreifen übernatürlicher Kräfte finden.
Zenobias militärische Kräfte, von denen vor allem die schwer gepanzerte palmyrenische Kavallerie und die Bogenschützen gefährlich waren, konzentrierten sich auf Syrien. Die Herrscherin verfügte zudem über reiche Schätze.
Der römische Kaiser rückte zunächst nach Kleinasien vor, besetzte ohne Gegenwehr Ankyra und konnte dann das sich widersetzende Tyana durch den Verrat des Bürgers Heraklammon einnehmen, ließ aber Milde gegenüber den Einwohnern der eroberten Stadt walten. Die palmyrenische Armee, bei der sich außer dem die militärischen Operationen leitenden Zabdas auch Zenobia selbst befand, erwartete die gegnerischen Streitkräfte im Tal des Flusses Orontes (dem heutigen Nahr al-Asi). Der anmarschierende Aurelian beabsichtigte offenbar, Antiochia abzuschneiden. In der Folge fand etwa im Mai 272 bei Immae unweit von Antiochia der militärische Schlagabtausch statt. Die römische Kavallerie führte zunächst eine Scheinflucht durch und wandte sich dann überraschend und erfolgreich gegen die sie verfolgende schwere palmyrenische Reiterei, die ihr eigentlich überlegen, nun aber mittlerweile ermattet war. Durch dieses Manöver gelang den Römern der Sieg.
Zabdas flüchtete mit dem noch übrigen Teil seines besiegten Heers nach Antiochia, mit der Absicht, seinen Einwohnern die Niederlage zu verheimlichen, und trat dann mit Zenobia den Rückzug nach Emesa an. In der dortigen ausgedehnten Ebene konnte sich seine Reiterei voll entfalten. Aurelian besetzte unterdessen Antiochia, begnadigte die dortigen Anhänger Zenobias, schlug beim nahegelegenen Daphne ein palmyrenisches Heer, das sein Fortkommen hemmen sollte, und machte sich dann auf den Weg nach Emesa, wo die angeblich 70.000 Mann starke Armee Zenobias lagerte. Dort kam es zur nächsten Schlacht. Die Palmyrener verfügten wiederum über die stärkere Reiterei. Diese warf die dalmatinische und maurische Kavallerie Aurelians zurück, die eine Flankenbewegung eingeleitet hatte, damit das römische Heer nicht überflügelt wurde. Allerdings verfolgte Zenobias Reiterei dann die gegnerische ungestüm, wodurch die palmyrenische Stellung in Unordnung geriet und der Attacke der römischen Fußtruppen nicht standhielt. Damit war Aurelians erneuter Sieg gesichert. Zenobia und Zabdas, die nun in Emesa eine feindselige Stimmung vorfanden, gelang der Rückzug nach Palmyra. Der in Emesa einrückende Kaiser entdeckte dort große Geldmittel, die die in aller Eile geflohene Herrscherin nicht hatte mitnehmen können.
Etwa Mitte 272 rückte Aurelian gegen Palmyra vor, erlitt aber bei dem dafür notwendigen Wüstenmarsch durch Überfälle von Beduinen beträchtliche Verluste. Er soll nun Zenobia laut der literarischen Überlieferung längere Zeit belagert haben, doch seien die Verteidigungswerke Palmyras gemäß archäologischer Erkenntnisse nicht stark genug zur Abwehr der Streitkräfte des Kaisers gewesen. Jedenfalls hatte Zenobia in auswegloser Situation die Unterstützung der Sassaniden erbeten. Aurelian jedoch gelang es, ein von diesem Gegner gesandtes Truppenkontingent zurückschlagen. Die palmyrenische Monarchin, die – nach der Darstellung des Zosimos zu schließen – im gesamten Abwehrkampf offenbar keine sonderliche Führungsrolle gespielt hatte, suchte nun ihr Heil in der Flucht ins Perserreich. Auf schnellen Dromedaren erreichte sie mit ihrem Gefolge den Euphrat, wo die Flucht durch römische Reiter, die sie verfolgt hatten, ein Ende fand. Ihre Verfolger brachten sie zurück, und sie wurde Aurelian vorgeführt. Laut Zosimos soll sich Aurelians Freude darüber, sie zu sehen, aber in Grenzen gehalten haben, da er glaubte, sein Triumph über lediglich eine Frau werde ihm keinen großen Nachruhm einbringen. Die Bürgerschaft Palmyras ergab sich und wurde anfangs mild behandelt.

### Ungewisses späteres Schicksal
Zenobia musste Aurelian ebenso nach Emesa begleiten wie ihr Sohn Vaballathus und einige vornehme Gefolgsleute, vor allem ihr Feldherr Zabdas und ihr politischer Berater, der Philosoph Longinos. In Emesa vor Gericht gestellt schob die entmachtete Herrscherin die Verantwortung für ihre ehrgeizigen Pläne zur Erweiterung des palmyrenischen Reichs auf ihre Ratgeber ab. Mehrere von diesen wurden daraufhin hingerichtet, so auch Longinos, der seine Verurteilung tapfer hinnahm. Das Leben Zenobias verschonte der Kaiser, da er die Exekution einer Frau für unwürdig hielt; sie sollte stattdessen in seinem Triumphzug in Rom den Schaulustigen präsentiert werden. Ein nicht lange nach Aurelians Abreise von Palmyra durch Septimius Apsaeus angestifteter erneuter Aufstandsversuch der Palmyrener, bei dem sich ein Mitglied des Herrscherhauses, Septimius Antiochus, zum Kaiser ausrufen ließ, wurde rasch niedergeschlagen, woraufhin Aurelian die rebellische Stadt zerstören ließ.
Über Zenobias weiteres Schicksal gehen die Quellen auseinander. Zosimos gibt an, die Königin sei auf dem Transport nach Rom infolge einer Krankheit oder ihrer ablehnenden Haltung, Essen zu sich zu nehmen, gestorben; adlige Palmyrener, die sich seinerzeit mit ihr aufgelehnt hätten, seien auf der Überfahrt nach Byzanz bei einem Schiffbruch ertrunken. Nach den übrigen erhaltenen Quellen soll Zenobia die Reise hingegen heil überstanden haben und von Aurelian nach der Beseitigung des gallischen Sonderreichs im Jahre 274 zusammen mit dem gallischen Usurpator Tetricus I. im Triumphzug in Rom vorgeführt worden sein. Bei dieser Gelegenheit sei sie schwer mit Juwelen behangen und goldene Ketten tragend dem römischen Volk gezeigt worden. Zonaras unterrichtet über beide Versionen. Der oströmische Historiker Johannes Malalas behauptet in einer historisch unbrauchbaren Notiz seiner Weltchronik, dass Zenobia nach ihrer Präsentation im Triumph geköpft worden sei. Nach der Historia Augusta und anderen Zeugnissen verbrachte sie ihren Lebensabend vielmehr angemessen auf einem Anwesen unweit der Villa Hadrians bei Tivoli und starb, angeblich in fortgeschrittenem Alter, im italischen Exil.
Während etwa der klassische Philologe Rudolf Hanslik die Version von Zenobias Aufführung in Aurelians Triumph und ihres Weiterlebens in Italien als den glaubwürdigeren Überlieferungsstrang präferiert, hält der Althistoriker Bruno Bleckmann die in der modernen Forschung weniger anerkannte Tradition, die Zosimos wiedergibt, für wahrscheinlicher.
Mitglieder der Familie Zenobias sind bis Ende des 4. Jahrhunderts nachweisbar. Sie könnten Nachkommen von jenen Töchtern Zenobias sein, die laut Zonaras nach Rom gebracht wurden und dort Ehen mit Senatoren eingingen. So stammte etwa eine schon als Kind ums Leben gekommene L. Septimia Patabiniana Balbilla Tyria Nepotilla Odaenathiana, die der stadtrömischen Nobilität des 4. Jahrhunderts angehörte, aus Zenobias Familie.

## Rezeption

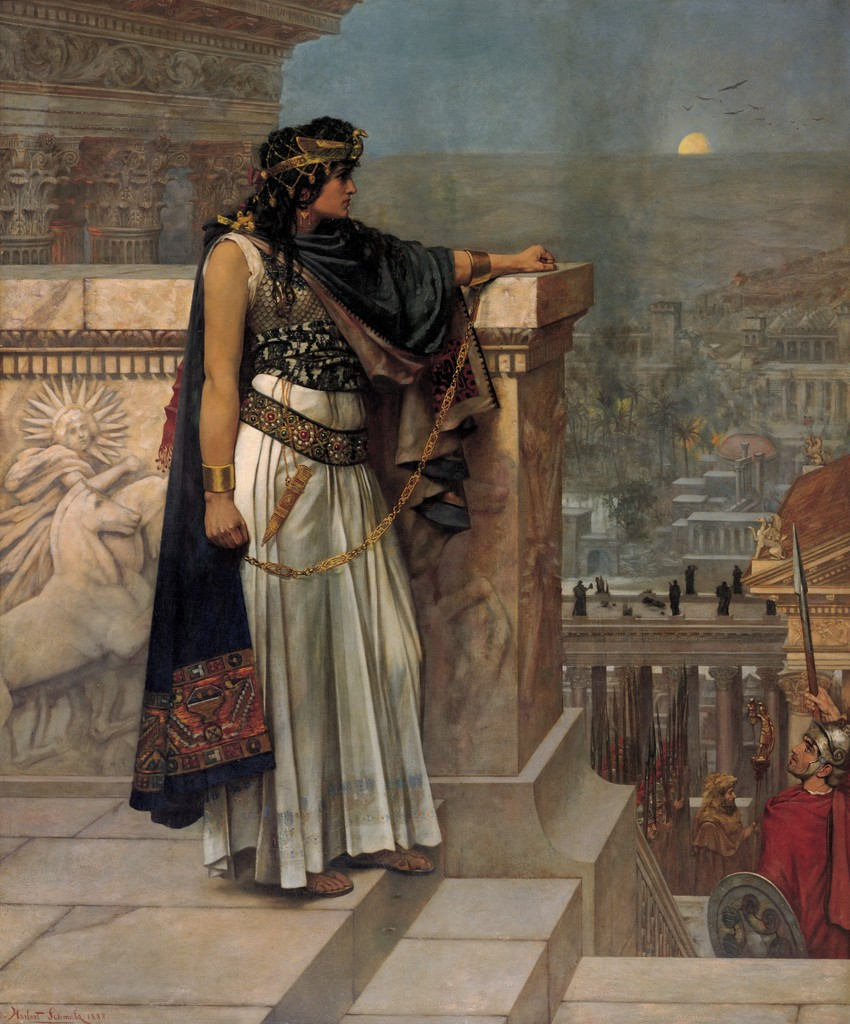
Königin Zenobias letzter Blick Richtung Palmyra,
Historiengemälde von Herbert Schmalz

Eine Frau, die sich Rom entgegenstellte, inspirierte auch die Fantasie späterer Generationen; ihre Lebensgeschichte wurde teils zum Mythos verklärt. In Westeuropa setzt die literarische Verwertung der Vita der antiken Herrscherin in der zweiten Hälfte des 14. Jahrhunderts ein. Zuerst nahm sich der italienische Dichter Giovanni Boccaccio des Lebens Zenobias an, indem er sie in sein Werk De mulieribus claris (1356–1364), eine biographische Sammlung von 106 berühmten mythologischen und historischen Frauen, aufnahm. Ein weiterer damaliger italienischer Dichter, Francesco Petrarca, erwähnt die palmyrenische Monarchin flüchtig in seinem Trionfo della Fama (2, 108ff.). Der englische Poet Geoffrey Chaucer berührte das Thema in The monk’s tale, die zu seinen Canterbury Tales (1386–1400) gehört. Dabei lässt er einen Mönch u. a. über Zenobia berichten, wobei ihm deren Darstellung in Boccaccios De mulieribus claris als fast wörtlich übernommene Vorlage diente.
In den folgenden Jahrhunderten behandelten den Zenobia-Stoff literarisch u. a. der englische Schriftsteller William Painter (Palace of Pleasure, 1566/67), der spanische Dramatiker Pedro Calderón de la Barca (La gran Cenobia, 1625), der französische Autor François Hédelin, abbé d’Aubignac (Zénobie, 1647) und die deutschen Autoren Georg Döring (Zenobia. Ein Trauerspiel in fünf Aufzügen, 1823) und Adolf von Wilbrandt (Der Meister von Palmyra. Dramatische Dichtung in fünf Aufzügen, 1889). Der englische Schriftsteller Elbridge Streeter Brooks widmete der Zenobia das erste Kapitel seiner Sammlung biographischer Essays Historic Girls (1887).
Über seine Bearbeitung des Stoffes, für die er schließlich den Titel Die Königin des Ostens. Schauspiel in fünf Aufzügen wählte, schreibt Joseph Victor Widmann am 23. März 1877 an Gottfried Keller: „Diesen Winter habe ich ein Drama geschrieben, Zenobia. Der Stoff scheint ein oft benutzter; aber mein Gedicht hat mit allen bisherigen Bearbeitungen beinahe gar nichts gemein, ja nähert sich beinahe der Komödie, indem ich eine brauchbare Novelle von Boccaccio in das Ganze hineingeleitet habe. Manchmal kommt mir vor, es sei was Hübsches geworden; manchmal fürchte ich, daß ich mich vielleicht irre und daß nicht viel damit sei. Vor der Hand bleibts liegen.“ Anton Bettelheim schreibt 1883 über das Stück: „Das Schauspiel Die Königin des Ostens, stofflich und künstlerisch ein Triumph der Gabe unseres Dichters, novellistische Motive zu erfinden und zu verflechten, ein romantisches Märchenstück […]. So fesselt die phantasie- und wirkungsvolle Dichtung mit der Fülle ihrer Gestalten und Motive, wie ein figurenreicher, farbenbunter Gobelin, der längst auf allen deutschen Bühnen zur Schau gestellt sein sollte.“
Musikalische Bearbeitung fand das Leben der orientalischen Monarchin u. a. durch die Opern Zenobia, regina de’ Palmireni (1694) von Tomaso Albinoni, Zenobia in Palmira (1710 oder 1711) von Fortunato Chelleri, Zenobia in Palmira (1725) von Leonardo Leo, Zenobia di Palmira (1789) von Pasquale Anfossi, Zenobia in Palmira (1790) von Giovanni Paisiello und Aureliano in Palmira von Gioachino Rossini. Das letztgenannte Werk, dessen Libretto wohl von Felice Romani stammt, wurde am 26. Dezember 1813 an der Mailänder Scala uraufgeführt.
Den wohl bedeutendsten Beitrag zur Zenobia-Rezeption in der bildenden Kunst stellt der um 1730 entstandene dreiteilige Gemäldezyklus des venezianischen Malers Giovanni Battista Tiepolo dar, der die palmyrenische Herrscherin u. a. bei einer Ansprache an ihre Soldaten und beim Triumph Kaiser Aurelians zeigte.
Auch in der neueren Rezeption erfuhr der Zenobia-Stoff eine rege Verwertung:
- Das Viktorianische Zeitalter stilisierte Zenobia zu einer tugendhaften Landesmutter.
- Film: Im Zeichen Roms. USA 1959, mit Anita Ekberg als Zenobia. Der Monumentalfilm beschreibt die Regentin als unter der Last ihres Amtes leidend.
- Im heutigen Syrien wird sie für die Emanzipation der Frau instrumentalisiert.
- 1995 schrieb Nick Dear ein in London uraufgeführtes Stück mit Zenobia als Titelheldin.
- Die Leipziger Studentinnenverbindung ADV Zenobia ist nach der Königin von Palmyra benannt.
- Die Pflanzengattung Zenobia D. Don aus der Familie der Heidekrautgewächse (Ericaceae) ist nach ihr benannt.[49]